# ستانلي يوربان
ستانلي يوربان (بالإنجليزية: Stanley Urban)‏ هو راقص على الجليد أمريكي، ولد في القرن العشرين.